# یواس‌اس شیکاگو (اس‌اس‌ان-۷۲۱)
یواس‌اس شیکاگو (اس‌اس‌ان-۷۲۱) (به انگلیسی: USS Chicago (SSN-721)) یک زیردریایی است که طول آن ۳۶۲ فوت (۱۱۰ متر) می‌باشد. این زیردریایی در سال ۱۹۸۴ ساخته شد.